# مخدر (ترانه لیدی گاگا)
«مخدر» (انگلیسی: Dope) ترانه‌ای از خوانندهٔ آمریکایی لیدی گاگا برای سومین آلبوم استودیویی‌اش آرت‌پاپ است. این ترانه در ۴ نوامبر ۲۰۱۳ توسط اینترسکوپ رکوردز به عنوان دومین تک‌آهنگ تبلیغاتی از آلبوم، پس از «ونوس» منتشر شد. این ترانه توسط گاگا، دی‌جی وایت شادو، دینو زسیس و نیک منسون نوشته شده و توسط گاگا و ریک روبین تهیه شده‌است. به دنبال جراحی مفصل ران و لغو تور بورن دیس وای بال، گاگا به مواد مخدر اعتیاد پیدا کرد که به او کمک کرد تا از درد جراحی راحت شود و همچنین با زندگی دوران استراحت خود کنار بیاید.«مخدر» دربارهٔ این اعتیاد نوشته شد و از ترانه‌ای که قبلاً برای طرفدارانش ساخته بود، دربارهٔ اعترافاتش شکل گرفت. این ترانه به آرت‌پاپ اضافه شد زیرا گاگا احساس می‌کرد که آلبوم به چیزی بیشتر از زندگی‌نامه نیاز دارد.
این ترانه با نقدهای مختلفی روبرو شد، برخی از منتقدان از تهیه ساده و آواز آن استقبال کردند و برخی دیگر متن ترانه را نامناسب عنوان کردند.

## جدول‌های موسیقی
| جدول (۲۰۱۳)                                | بهترین جایگاه |
| ------------------------------------------ | ------------- |
| استرالیا (ای‌آرآی‌ای)                        | ۳۴            |
| اتریش (او۳ تاپ ۴۰ اتریش)                   | ۲۸            |
| بلژیک (اولتراتاپ ۵۰ فلاندرز)               | ۱۸            |
| بلژیک (اولتراتاپ ۵۰ والونی)                | ۵             |
| کانادا (۱۰۰ تک‌آهنگ داغ کانادا)             | ۹۶            |
| دانمارک (ترک‌لیسن)                          | ۲۸            |
| دانلود فنلاند (لاتائوسیلیستا)              | ۳             |
| فرانسه (اس‌ان‌ئی‌پی)                          | ۸             |
| آلمان (جدول‌های رسمی آلمان)                 | ۳۴            |
| ترانه‌های دیجیتال یونان (بیلبورد)           | ۲             |
| مجارستان (۴۰ تک‌آهنگ برتر)                  | ۱             |
| ایرلند (ایرما)                             | ۱۲            |
| ایتالیا (فیمی)                             | ۵             |
| فروش ترانه‌های دیجیتال لوکزامبورگ (بیلبورد) | ۹             |
| هلند (۱۰۰ تک‌آهنگ برتر)                     | ۳۰            |
| نیوزیلند (ریکوردد میوزیک ان‌زد)             | ۲۰            |
| فروش ترانه‌های دیجیتال پرتغال (بیلبورد)     | ۸             |
| بین‌المللی کره جنوبی (گائون)                | ۲۲            |
| اسپانیا (پروموزیک)                         | ۱             |
| سوئیس (شوایزر هیت‌پاراد)                    | ۱۵            |
| تک‌آهنگ‌های بریتانیا (شرکت جدول‌های رسمی)     | ۱۲۴           |
| بیلبورد هات ۱۰۰ ایالات متحده               | ۸             |